# Иларион (Властелинский)
Митрополит Иларион (Властелинский или Властевинский; ум. 4 апреля 1720) — епископ Русской православной церкви, митрополит Белгородский и Обоянский (1711—1720), митрополит Сарский и Подонский (1703—1711).
О преосвященном Иларионе сведений сохранилось немного.
С 23 июля 1699 года — архимандрит Московского Новоспасского монастыря из числа патриарших иеромонахов.
6 января 1701 года перемещен в Троице-Сергиев монастырь Московской епархии.
21 марта 1703 года хиротонисан во епископа Крутицкого с возведением в сан митрополита и назывался митрополитом Сарским и Подонским и Козельским.
11 марта 1711 года перемещен на Белгородскую епархию, которой управлял в течение 9 лет.
Умер 4 апреля 1720 года от моровой язвы. Погребён в Белгороде.
«Из какого он звания происходил и каких лет умер, неизвестно. На сем митрополите, егда вместо патриархов российских устроися синод, пресечеся именование митрополитов белоградских» — такою заметкою кончается сказание об Иларионе в синодальной рукописи.